# Sergio Rico
Sergio Rico González (ur. 1 września 1993 w Sewilli) – hiszpański piłkarz, występujący na pozycji bramkarza w katarskim klubie Al-Gharafa. Wychowanek hiszpańskiej Sevilli.

## Kariera klubowa
Sergio Rico González rozpoczął swoją karierę w szkółce piłkarskiej Sevilla FC, spędzając pierwsze sezony swojej seniorskiej kariery w występującym w Segunda División B zespole rezerw. 1 lipca 2013 roku podpisał nowy, dwuletni kontrakt z klubem. W związku z kontuzjami, które odnieśli António Alberto Bastos Pimparel (Beto) i Mariano Barbosa, 14 września 2014 roku Sergio Rico González zadebiutował w barwach pierwszej drużyny podczas wygranego 2−0 spotkania ligowego z Getafe CF. Cztery dni później rozegrał swój pierwszy mecz w europejskich pucharach, zaś Sevilla FC w fazie grupowej Ligi Europy UEFA ograł 2−0 Feyenoord Rotterdam NV z Holandii. W grudniu Sergio Rico González został na stałe włączony do składu pierwszego zespołu, wyprzedzając Mariano Barbosę w hierarchii bramkarzy. W tym samym miesiącu podpisał także nową umowę z Sevilla FC, która związała go z klubem do 2017 roku. Ostatecznie sezon 2014/15 Rico zakończył z 37 występami we wszystkich rozgrywkach, w tym 11 w Lidze Europy, które to rozgrywki Sevilla FC wygrał pokonując w finale 3−2 FK Dnipro z Ukrainy.

## Kariera reprezentacyjna
26 maja 2015 roku Sergio Rico González wraz z innym zawodnikiem Sevilla FC, Aleiksem Vidalem Parreu, otrzymali swoje pierwsze powołania do reprezentacji Hiszpanii na towarzyskie starcie z reprezentacją Kostaryki oraz mecz mecz kwalifinacyjny do Mistrzostw Europy 2016 z reprezentacją Białorusi. Ostatecznie jednak, Sergio Rico González nie wystąpił w żadnym z tych spotkań. W reprezentacji Hiszpanii zadebiutował 1 czerwca 2016 w wygranym 6−1 spotkaniu z reprezentacją Korei Południowej.

## Statystyki kariery
(aktualne na dzień 21 maja 2022)
| Klub                          | Sezon              | Liga               | Liga  | Liga   | Puchary krajowe | Puchary krajowe | Europa | Europa | Suma  | Suma   |
| Klub                          | Sezon              | Liga               | Mecze | Bramki | Mecze           | Bramki          | Mecze  | Bramki | Mecze | Bramki |
| ----------------------------- | ------------------ | ------------------ | ----- | ------ | --------------- | --------------- | ------ | ------ | ----- | ------ |
| Sevilla FC B                  | 2010/11            | Segunda División B | 1     | 0      | –               | –               | –      | –      | 1     | 0      |
| Sevilla FC B                  | 2011/12            | Segunda División B | 2     | 0      | –               | –               | –      | –      | 2     | 0      |
| Sevilla FC B                  | 2012/13            | Segunda División B | 10    | 0      | –               | –               | –      | –      | 10    | 0      |
| Sevilla FC B                  | 2013/14            | Segunda División B | 22    | 0      | –               | –               | –      | –      | 22    | 0      |
| Sevilla FC B                  | 2014/15            | Segunda División B | 1     | 0      | –               | –               | –      | –      | 1     | 0      |
| Sevilla FC                    | 2014/15            | Primera División   | 21    | 0      | 5               | 0               | 11     | 0      | 37    | 0      |
| Sevilla FC                    | 2015/16            | Primera División   | 34    | 0      | 5               | 0               | 6      | 0      | 45    | 0      |
| Sevilla FC                    | 2016/17            | Primera División   | 35    | 0      | 1               | 0               | 8      | 0      | 47    | 0      |
| Sevilla FC                    | 2017/18            | Primera División   | 24    | 0      | 6               | 0               | 10     | 0      | 40    | 0      |
| Sevilla FC                    | 2018/19            | Primera División   | 0     | 0      | 0               | 0               | 1      | 0      | 1     | 0      |
| Fulham FC (wyp.)              | 2018/19            | Premier League     | 29    | 0      | 3               | 0               | 0      | 0      | 32    | 0      |
| Paris Saint-Germain FC (wyp.) | 2019/20            | Ligue 1            | 2     | 0      | 5               | 0               | 3      | 0      | 10    | 0      |
| Paris Saint-Germain FC        | 2020/21            | Ligue 1            | 10    | 0      | 3               | 0               | 0      | 0      | 13    | 0      |
| Ogólnie w karierze            | Ogólnie w karierze | Ogólnie w karierze | 179   | 0      | 20              | 0               | 36     | 0      | 239   | 0      |

## Sukcesy

### Sevilla
- Liga Europy UEFA (3x): 2013/14, 2014/15, 2015/16

### Paris Saint-Germain
- Ligue 1: 2019/20, 2021/22
- Finalista Ligi Mistrzów: 2019/20
- Puchar Francji: 2019/20, 2020/21
- Puchar Ligi Francuskiej: 2019/20
- Superpuchar Francji: 2020[12]